# زاکانی (منطقه مسکونی)
زاکانی (به مجاری:  Zákány) یک منطقهٔ مسکونی در مجارستان است که در ناحیه چورگو واقع شده‌است. زاکانی ۹٫۰۹ کیلومتر مربع مساحت و ۱٬۰۱۶ نفر جمعیت دارد.